# Day of Defeat
Das Computerspiel Day of Defeat (DoD) ist ein teambasierter Online-Ego-Shooter. Es ist eine Modifikation des Spiels Half-Life und thematisiert Infanteriegefechte in Italien und Frankreich des Zweiten Weltkrieges, während und nach der Landung der Westalliierten in der Normandie. Valve übernahm die Entwickler und veröffentlichte erstmals zusammen mit Activision eine Fassung für den Einzelhandel.
Am 26. September 2005 wurde mit Day of Defeat: Source ein Nachfolger veröffentlicht.

## Spielprinzip
Das Spielprinzip konzentriert sich auf Gefechte der Infanterie zwischen den US-Amerikanern, den Briten und den Deutschen im Zweiten Weltkrieg. Zur Auswahl stehen vorgegebene Infanterieklassen, welche sich im Wesentlichen durch die Ausstattung unterschiedlicher, bekannter Handfeuerwaffen unterscheiden. Weitere Klassen stellen die Scharfschützen- und die MG-Schützenklasse, sowie die Raketenschützen, welche im Spiel normalerweise der Unterstützung dienen, dar.
Zu Rundenbeginn starten beide Mannschaften an ihren in der Karte festgelegten Startpunkten. Die Szenarien sind entweder objektbasierend, wobei ein Spieler den Sprengstoff aufnehmen und beispielsweise einen Nebelwerfer oder eine umkämpfte Brücke zerstören muss. Andere Szenarien basieren darauf, eine Karte, mit verschiedenen Flaggenpunkten ausgestattet, komplett einzunehmen. Dies geschieht, indem man alle auf der Karte vorhandenen Flaggen durch Darüberlaufen einnimmt. Hierbei kommt es speziell auf das Teamwork an, da viele verschiedene Plätze und Stellen abgesichert werden müssen, bevor ein Angriff gestartet werden kann. Hat eine Mannschaft ihre Aufgabe erfolgreich erfüllt, erhalten sie einen Punkt gutgeschrieben und die neue Runde beginnt.

## Entwicklungsgeschichte
Im November des Jahres 2000 kursierte im Internet eine spielbare Day of Defeat Alpha-Version 6.8. Diese Version war jedoch mehr für Testzwecke bestimmt und sollte Reaktionen der bereits kleinen Day-of-Defeat-Community wiedergeben und somit Verbesserungsvorschläge einbringen. Anfang 2001 wurde Day of Defeat dann offiziell als Fan-Modifikation für das Spiel Half-Life veröffentlicht und die Version Beta 1.0 erschien. In den folgenden zwei Jahren wurden zahlreiche Veränderungen vorgenommen. So wurden zum Beispiel mehr Spielerklassen hinzugefügt und die Karten weiterentwickelt.
Half-Life-Entwickler Valve übernahm das Entwicklerteam und die Weiterentwicklung des Spieles und so wurde die Version 1.0 am 1. Mai 2003 mit dem Vertriebspartner Activision als Stand Alone-Produkt veröffentlicht. Es war das erste Spiel, dass mit dem neuen Publisher veröffentlicht wurde.
Version 1.1 fügte drei neue Karten hinzu und enthielt viele Änderungen am Gameplay. In dem Zuge wurde Day of Defeat auf die Online-Distributions-Plattform Steam verlegt. Seit diesem Schritt waren die älteren Versionen nur noch über LAN und das im August 2004 abgeschaltete WON spielbar. 
Mit Version 1.3 wurden vier neue Karten hinzugefügt und kleinere Balance-Veränderungen vorgenommen. Diese Version wurde in diversen Foren und DoD-Portalen als Version 1.6 bezeichnet. Dies ist jedoch keine offizielle Versionsbeschreibung, sondern sie hat sich lediglich in der Spielergemeinschaft als Alternativbezeichnung für die Version 1.3 eingebürgert. Der Name kommt daher, weil DoD 1.3 zusammen mit Counter-Strike 1.6 ausgeliefert wurde.
Aufgrund der Veröffentlichung von Steam für Linux im November 2012 erschien Day of Defeat am 14. März 2013 ohne größere Ankündigung von Valve in Form einer Betaversion auch auf dem quelloffenen Betriebssystem.

## Klassen
Die Klasse Grenadier (Rifleman) startet mit einem M1 Garand/K98 Gewehr und zwei Gewehrgranaten, die auf die Hauptwaffe aufgesteckt und abgeschossen werden können.
Die Klasse Sturmtrupp (Assault) startet mit einer Thompson/MP40, zwei Granaten (Rauch- und Explosivgranate) und einer Pistole (P38/M1911).
Die Klasse Nahkampf (Support) startet mit einem B.A.R/StG 44 und zwei Explosivgranaten.
Die Klasse Scharfschütze (Sniper) startet mit einem K98 mit Zielfernrohr/Springfield M1903 mit Zielfernrohr und einer Pistole (siehe oben).
Die Klasse MG-Schütze (Machine Gunner) startet mit einem Browning M1919/MG-42 und einer Pistole.
Die Klasse Panzerabwehr (Bazooka/Panzerschreck) startet mit einer Bazooka/Panzerschreck und einer M1 Carbine/Mauser C96.
Alle Klassen haben einen Spaten oder ein Messer zur Verteidigung im Nahkampf. Die Klasse Sturmtrupp kann neben ihrer Primärwaffe noch mit der Faust zuschlagen und so in den Nahkampf gehen. Auf einigen Servern bekommt man in das Inventar noch eine Pistole hinzugefügt, sodass jeder Spieler eine Pistole besitzt, wenn er zum Beispiel keine Munition für die Primärwaffe mehr hat.

## Besonderheiten
Wie auch für Valves Ego-Shooter Counter-Strike gibt es eine aktive Modding-Szene für Day of Defeat, um Spielinhalte wie Karten, Uniformen, Geräusche und das Head-Up-Display zu modifizieren.

### Spielmechanik
Das Gameplay reizt durch einige spieltechnische Besonderheiten, die bei Erscheinen von DoD die Ausnahme in Ego-Shootern darstellten. So ist zum Beispiel die Möglichkeit des Eigenbeschusses die Regel und nicht die Ausnahme. Spieler müssen sehr genau darauf achten, nicht die Figuren ihrer Spielkameraden zu attackieren, was besonders dadurch erschwert wird, dass befreundete Truppen nicht gesondert gekennzeichnet sind (ältere Versionen) bzw. der Freundmarkierer je nach Server-Einstellung abgeschaltet werden kann.
Die im Verhältnis zu neueren Ego-Shootern kleinen Karten sind grafisch sehr detailliert und anspruchsvoll gestaltet und warten mit unzähligen Hinterhalten und Verstecken auf, in denen die mit Tarnuniformen ausgestatteten Spielfiguren schwer auszumachen sind. Uniformen, Waffen und Ausrüstungsteile sind mit hoher Detailgenauigkeit erstellt. Selbst auf authentische Tarnmuster wurde geachtet. Feuergefechte erfordern ein aktiveres Gameplay und genaueres, gleichzeitig schnelleres Zielen, da die Wirkung einzelner Treffer im Vergleich zu anderen Ego-Shootern sehr hoch ist. D. h., es genügen sehr wenige Treffer, um eine Spielfigur zu töten (je nach Waffentyp und Trefferzone von einem bis vier Treffer).
Im Gegensatz zu vielen anderen Ego-Shootern gibt es bei allen Schusswaffen einen ihrem Kaliber entsprechenden Rückstoß. Dauerfeuer mit einer Maschinenpistole auf einen Punkt ist somit unmöglich. In Abhängigkeit von der Körperhaltung (stehend, kniend oder liegend) steigt oder sinkt zudem die Zielgenauigkeit. Präzise Waffen wie das Scharfschützengewehr haben eine bedeutend längere Ladezeit als die eher unpräzise Pistole. Das Spiel weist somit eine sehr realistische Balance der Waffengattungen auf.
Handgranaten erweisen sich als wichtiges taktisches Element, da sie von den Programmierern mit der realistischen Verzögerung von fünf bis sieben Sekunden sowie einem für Ego-Shooter ungewöhnlich großen Wirkungsradius ausgestattet wurden. Außerdem ist es möglich, scharfe und bereits geworfene Granaten wieder aufnehmen zu können.

### Realer Bezug
Die Karte dod_avalanche stellt einen Stadtkampf in der italienischen Stadt Salerno während der Operation Avalanche dar. Die Karte dod_anzio handelt von der britisch-amerikanischen Operation Shingle nahe der italienischen Gemeinde Anzio. Die Karte dod_kalt handelt von der Ardennenoffensive und der Winterschlacht um die Stadt Bastogne. Die Karte dod_argentan spielt in der kleinen, französischen Gemeinde Argentan während der alliierten Operation Totalize. Der vom Spiel abgedeckte Zeitraum erstreckt sich lediglich über das Kriegsjahr 1944. Es werden ausschließlich Gefechte zwischen deutschen und US-amerikanischen Truppen an Schauplätzen der Westfront dargestellt.

## Rezeption
Grafisch und vom Funktionsumfang könne es nicht mit Battlefield 1942 mithalten. Es fehlen Fahrzeuge, die Karten seien klein und die taktischen Möglichkeiten seien begrenzt. Es sei nahezu identisch zum kostenfreien Mod. Bots fehlen. Die Atmosphäre und das realistische Waffenverhalten zähle zu den Stärken. Das Leveldesign sei gelungen und der Spielverlauf sehr flüssig. Aufgrund der veralteten Technik sei das Spiel auch auf älteren PCs lauffähig. Die Veröffentlichung im Einzelhandel käme jedoch viel zu spät.